# Austrolimnophila inquieta
Austrolimnophila inquieta är en tvåvingeart. Austrolimnophila inquieta ingår i släktet Austrolimnophila och familjen småharkrankar.

## Underarter
Arten delas in i följande underarter:
- A. i. inquieta
- A. i. retractior